# Мерсенн, Марен
Маре́н Мерсе́нн (устаревшая транслитерация Мари́н Мерсе́нн; фр. Marin Mersenne; 8 сентября 1588 — 1 сентября 1648) — французский математик, физик, философ

 и богослов, теоретик музыки.
На протяжении первой половины XVII века был, по существу, координатором научной жизни Европы, ведя активную переписку практически со всеми видными учёными того времени. Эта переписка имеет огромную научную и историческую ценность. Имеет также серьёзные личные научные заслуги в области математики, акустики и теории музыки.

## Биография
Родился в крестьянской семье, в посёлке Уазе (фр. Oizé; ныне — в департаменте Сарта). Учился в иезуитском коллеже в Ла-Флеш, вместе с Декартом, тесную дружбу с которым Мерсенн пронёс через всю жизнь, и поэтом Жаком Валле де Барро.
В 1611 году Мерсенн присоединился к францисканскому ордену «минимов». Далее он продолжил обучение в Париже. В 1613 году был рукоположён в священники, но не прекратил обучения, занявшись математикой, музыкой и философией. Совершил несколько путешествий по Европе, побывал в Италии, Германии, Голландии и других странах. Во время поездок приобретал новые знакомства, завязывал переписку, слушал лекции в местных университетах. Затем Мерсенн вернулся в Париж, поселился в монастыре и последующие десятилетия отдал науке и преподаванию философии.
Став до некоторой степени центральной фигурой, объединяющей учёных разных стран в области физико-математических наук, своей деятельностью Мерсенн выполнял, в ограниченных, конечно, размерах, функции не существовавшей ещё в его время Парижской Академии наук. В течение его продолжительного пребывания в Париже у него еженедельно происходили собрания математиков и физиков, с целью взаимного обмена идеями и мыслями, а также информирования о результатах предпринятых исследований (четверги Мерсенна). Позднее из этого кружка образовалась, при содействии Кольбера, Парижская академия наук (1666).
Умер в возрасте 60 лет (1648 год) от лёгочного абсцесса. Роль координатора после Мерсенна некоторое время, вплоть до создания в 1666 году Парижской академии, исполнял Пьер Каркави.

## Научная деятельность
Мерсенн вёл чрезвычайно оживлённую переписку (на латинском языке), представляющую громадный исторический интерес. В числе его 78 корреспондентов, кроме Декарта, были Галилей, Кавальери, Бекман, Этьен и Блез Паскаль, Роберваль, Торричелли, Ферма, Гюйгенс, Гассенди, Дж. Б. Дони и многие другие. Научная периодика тогда не существовала, и деятельность Мерсенна значительно способствовала быстрому прогрессу физико-математических наук. 17-томное собрание переписки Мерсенна было издано в Париже в 1932—1988 годах.
Особенно важным общение с Мерсенном было для Декарта и Ферма. Мерсенн не только сообщал Декарту о новейших научных идеях и достижениях, но также защищал его от клерикальных нападок и помогал в издании трудов. А об открытиях Ферма мы знаем практически только из его переписки с Мерсенном, изданной посмертно.
В наши дни Мерсенн известен более всего как исследователь «чисел Мерсенна», играющих важную роль в теории чисел, криптографии и генераторах псевдослучайных чисел. Однако Мерсенн принимал самое непосредственное и компетентное участие во многих исследованиях и научных дискуссиях XVII века. Произведенными им многочисленными опытами над сопротивлением твердых тел, над истечением жидкостей, над колебанием упругих тел и проч. он содействовал прояснению их свойств и открытию новых законов природы. Мерсенн, один из первых, оценил скорость звука. Он описал две схемы зеркального телескопа (рефлектора), соответствующие схемам Кассегрена и Грегори.
Мерсенн не был профессиональным музыкантом, однако оставил в этой области несколько теоретических работ, представляющих несомненный интерес для  музыкознания. В своём труде «Книги о гармонии» (1636) он дал анализ природы звука, привёл описание музыкальных инструментов, изложил учение о консонансе и диссонансе, музыкальных ладах, о воздействии музыки на человека. Его главное сочинение по теории музыки — «Всеобщая гармония» — опубликовано в 2 частях в 1636 (часть 1) и 1637 (часть 2) годах; оно представляет собой свод имеющихся в тот период знаний о музыке, описаны современные автору музыкальные инструменты. Основываясь на его исследованиях по теории музыки, французский математик Жозеф Совёр объяснил феномен обертонов.
Мерсенн также издал перевод на французский язык «Механики» Галилея (1634), редактировал издания Евклида, Архимеда и других античных классиков.

## Труды
Физико-математические сочинения:
- Euclidis elementorum libri (Paris, 1626, комментарии к Евклиду).
- Les Mécaniques de Galilée (Paris, 1634, перевод последнего труда Галилея).
- Questions théologiques, physiques (1634).
- Nouvelles découvertes de Galilée (1639, открытия Галилея).
- Cogitata physico-mathematica (Париж, 1644). В этом сочинении обращают на себя внимание данные автором доказательства теорем о простых и о так называемых совершенных числах.
- Novae observationes physico-mathematicae (3 тома, Париж, 1647).
- Universae Geometriae mixtaeque Mathematicae synopsis (1664).

Философские и теологические сочинения Мерсенна:
- Quaestiones celeberrimae in Genesim (1623, комментарии на Книгу Бытия).
- L’impiété des déistes et des plus subtils libertins découverte et réfutée par raisons de théologie et de philosophie" (1624).
- La vérité des sciences contre les sceptiques et les pyrrhoniens (1638).

Музыкально-теоретические сочинения:
- Универсальная гармония (L’Harmonie universelle), в двух частях (1636–1637).
- Книги о гармонии (Harmonicorum libri, версия трактата "Универсальная гармонии" на латинском языке; 1636, переиздания 1648 и 1652);
- Книги о гармонических инструментах (Harmonicorum instrumentorum libri IV, на латинском языке; 1636)

## Память
В 1935 году Международный астрономический союз присвоил имя Марена Мерсенна кратеру на видимой стороне Луны.